# بزرگراه لشگری
بزرگراه شهید لشگری با نام پیشین جاده مخصوص کرج و با شماره‌گذاری معابر بزرگراه ۱۶ تهران یکی از بزرگراه های تهران است که جهت شرقی-غربی دارد. این بزرگراه که در غرب تهران واقع شده است، از میدان آزادی آغاز شده و پس از گذشتن از تقاطع مهدوی کنی و بزرگراه متوسلیان و بزرگراه همدانی به جاده تهران-کرج منتهی می‌شود. کارخانه‌ها و نمایندگی‌های زیادی از جمله کارخانه ایران خودرو و سایپا در این بزرگراه قرار دارد. این بزرگراه به افتخار سردار شهید حسین لشگری نامگذاری شده است.

## تقاطع ها
| میدان آزادی               | بزرگراه جناح بزرگراه سعیدی خیابان آزادی |
| دوربرگردان                |                                         |
| ایستگاه متروی میدان آزادی |                                         |
| ترمینال آزادی             |                                         |
|                           | خیابان رحمانی                           |
| دوربرگردان                |                                         |
|                           | فرودگاه مهرآباد                         |
| ایستگاه متروی بیمه        |                                         |
| دوربرگردان                |                                         |
|                           | بلوار نفیسی فاز ۱ و ۳ شهرک اکباتان      |
|                           | بزرگراه ستاری فاز ۱ و ۲ شهرک اکباتان    |
|                           | بلوار صنایع هوایی                       |
|                           | بلوار شیشه مینا                         |
| دوربرگردان                |                                         |
| پل تهرانسر                | بلوار گلها                              |
|                           | بلوار چوگان                             |
|                           | بلوار تهرانسر                           |
|                           | بزرگراه آیت‌الله مهدوی کنی               |
| دوربرگردان                |                                         |
| کارخانه ایران خودرو       |                                         |
| چهارراه ایران خودرو       | بلوار ایران خودرو                       |
| پل دوگاز                  | بزرگراه دوگاز بلوار کرمان خودرو         |
| دوربرگردان                |                                         |
|                           | بلوار وردآورد وردآورد                   |
| پل متوسلیان               | بزرگراه همدانی بزرگراه فتح              |
|                           | جاده ۳۲ (تهران-کرج)                     |
| تهران                     |                                         |
| استان تهران               |                                         |
| از غرب به شرق             |                                         |